# Кран-перегружатель

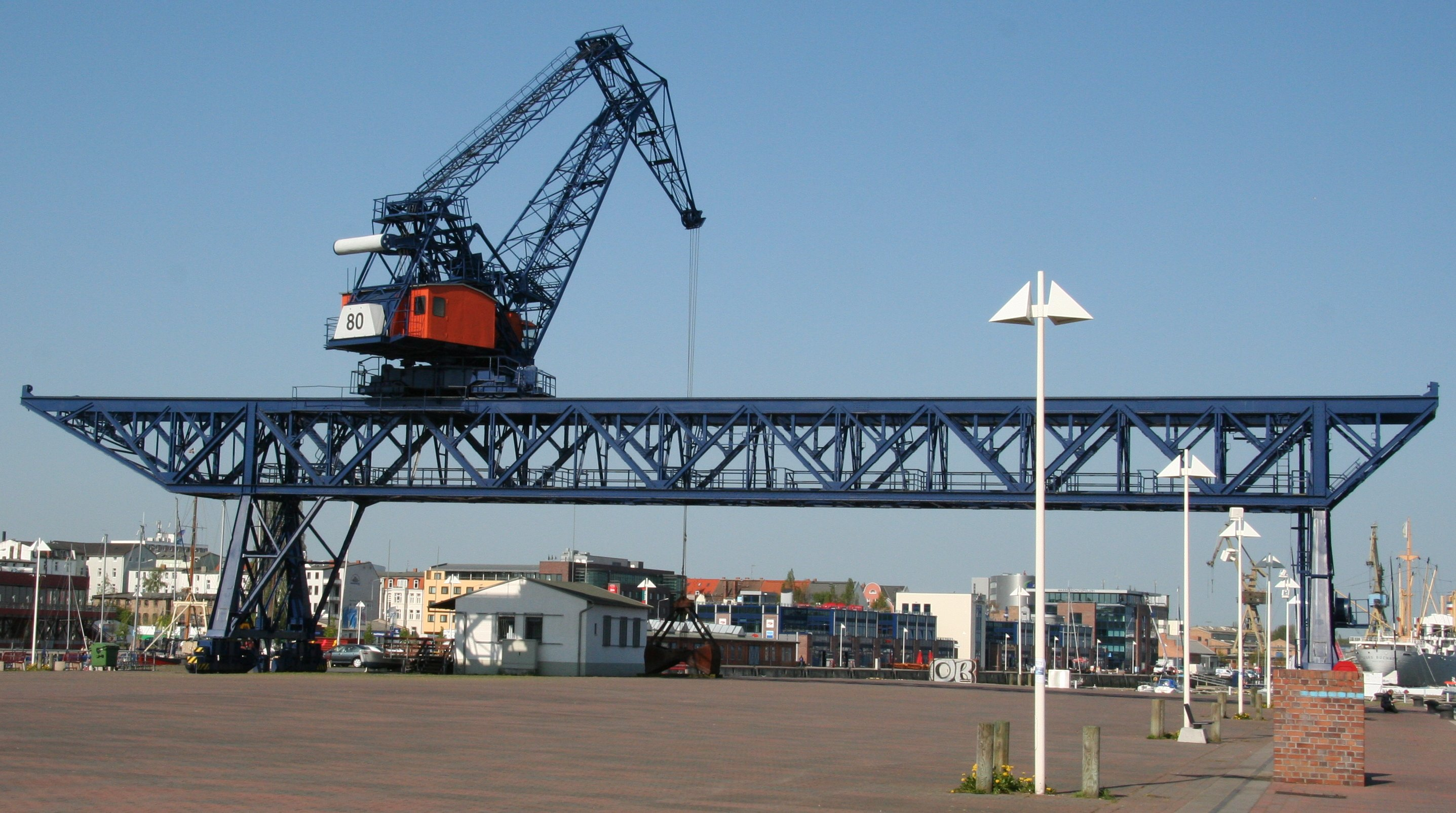
Мостовой перегружатель, Росток

Мостовы́е перегружа́тели по конструктивному исполнению близки к козловым кранам. От козловых кранов они отличаются большими пролётами и значительными скоростями передвижения тележек.

## Описание

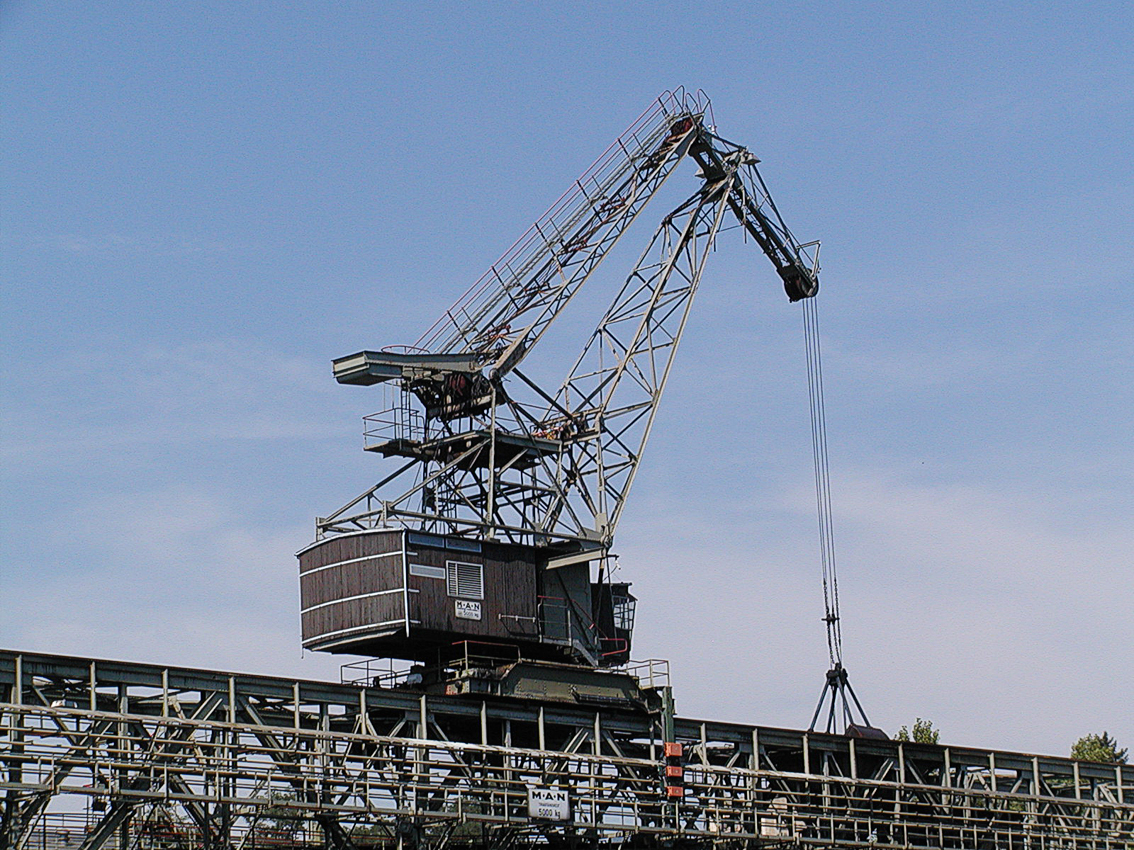
Кран на электростанции, 2007

Мостовые перегружатели предназначены для транспортирования массовых грузов при устойчивых грузопотоках (в портах, на причалах и складах металлургических заводов, на теплоэлектростанциях и т. п.). В портах перегружатели служат для разгрузки судов, на промышленных предприятиях они встроены в технологическую схему.

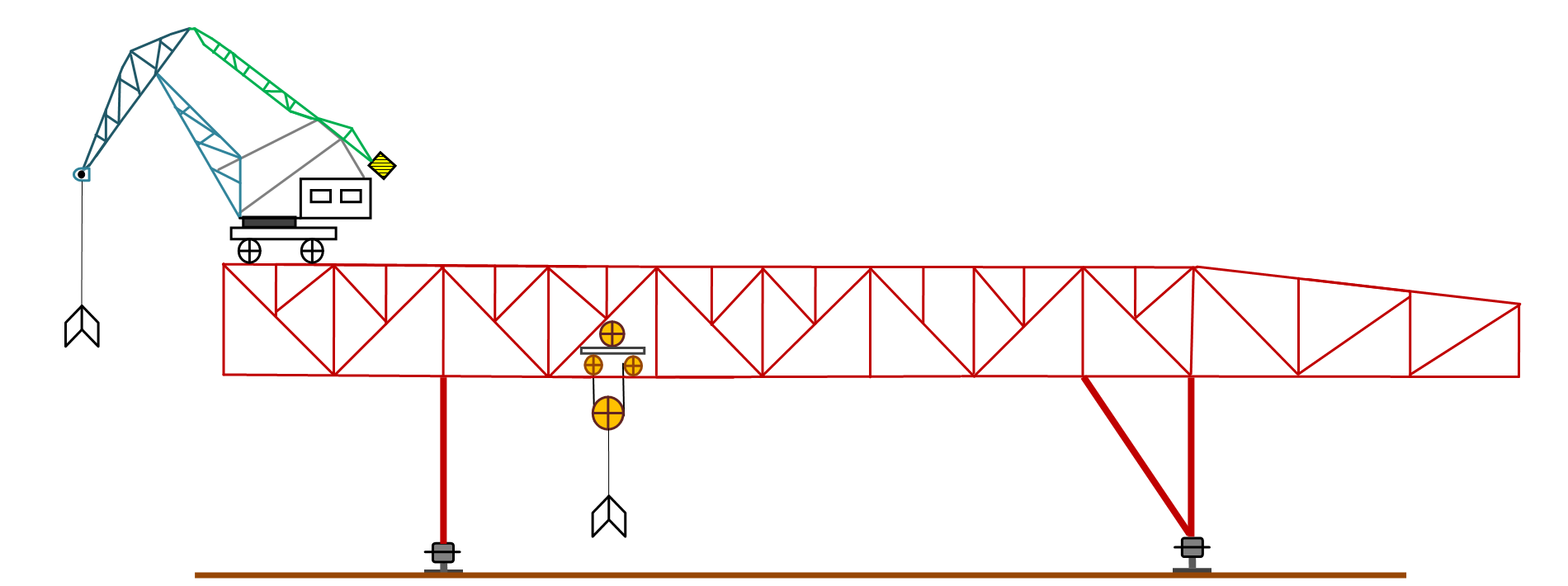
Мостовой перегружатель

Если мостовой перегружатель предназначен для транспортирования грузов «из воды», то одну из его консолей делают подъёмной. В этом случае на пролётном строении помещают механизм подъёма консоли.
Для обслуживания складов секторной формы предназначены радиальные перегрузочные мосты, одна из опор которых закреплена в центре склада и выполнена с возможностью поворота вокруг вертикальной оси, а другая — с возможностью перемещения по круговому рельсовому пути.
Некоторые мостовые перегружатели наряду с грузовыми тележками оборудуют конвейерами. Такие мостовые перегружатели используют на карьерах.

## Технические характеристики
- Основной характеристикой перегружателей является производительность (т/ч), которая у современных перегружателей составляет 300—1000 т/ч и более.
- Грузоподъёмность перегружателей относительно невелика: 25-40 т.
- Пролёт: 30-115 м, наиболее характерные значения пролёта: 60-70 м.
- Длина консолей: до 50 м.
- Скорость подъёма: 30-100 м/мин..
- Скорость передвижения моста: 9-30 м/мин..
- Скорость передвижения тележки: 50-360 м/мин..

## Устройство
Мостовые перегружатели так же, как и козловые краны, состоят из моста, закреплённого на двух опорах, по которому перемещается тележка или поворотный кран, оборудованные грейферной лебёдкой. Мостовые перегружатели различаются между собой числом консолей, а также способом их крепления к мосту и длиной (одинаковые по длине или разные). К отличительным признакам можно также отнести способ присоединения опор к верхнему строению в вертикальной и горизонтальной плоскостях (жёсткое, шарнирное), высоту опор (одинаковые или разные) и взаимное расположение моста и тележки (с нижним или верхним перемещением тележки).
Высота опор может быть различной. Соединение опор с верхним строением может быть жёстким или шарнирным (в горизонтальной плоскости):
- При жёстком соединении пролётного строения с опорами угол поворота сечений моста у опор, если одна из них забегает вперёд, равен нулю. Смещение опор составляет 600 мм при пролёте 60-70 м, что соответствует углу перекоса 0,5 ° — 0,7 °.
- В мостах с шарнирным присоединением опор гибкая (в вертикальной плоскости) опора связана с пролётным строением посредством универсального (шарового) шарнира, а жёсткая — с помощью опорно-поворотного круга с центрирующим устройством. При перекосе пролётное строение не искривляется, а только поворачивается. Смещение опор может составлять несколько метров.

Тележки мостовых перегружателей обычно автономные, но находят применение тележки с канатной тягой. Тележки в основном перемещаются по верхнему поясу моста, реже — по нижнему.
Вместо тележек часто используют поворотные стреловые краны. Они имеют то преимущество, что ширина полосы отсыпки при передвижении такого крана вдоль моста увеличивается, а число передвижений моста за время заполнения склада уменьшается.
Масса мостового перегружателя 600—2000 т и более. При такой массе перегружателя его передвижение осуществляется по нескольким рельсам (до 8 шт.). При проектировании механизма передвижения мостового перегружателя исходят из нагрузки на одно колесо (250—450 кН). Расстояние между рельсами под одной опорой принимают от 500 до 2000 мм. Общее число колёс у мостовых перегружателей составляет 96 шт.
Особенностью конструкции мостовых перегружателей является наличие мощных буферных устройств, исключающих повреждение тележек и металлоконструкции моста при наезде на концевые упоры. Пролётные строения мостовых перегружателей вместе с консолями имеют значительно большую длину, высокие скорости передвижения тележек, чем козловые краны. При больших скоростях тележек увеличивается опасность наезда на концевые упоры.
На мостовых перегружателях буферные устройства нередко состоят из четырёх комплектов последовательно расположенных пружин. Длина такого буферного устройства составляет 6 м и более. Буферные устройства устанавливают не на тележки, а по концам моста, чтобы не увеличивать массу тележки.

## Береговой перегружатель
Береговые перегружатели могут быть использованы как для транспортирования контейнеров (контейнерные перегружатели), так и для насыпных грузов. В последнем случае их снабжают грейферами, а иногда и конвейерами (грейферно-конвейерные перегружатели).
Наиболее совершенным средством погрузки и разгрузки судов и транспортирования контейнеров на железную дорогу являются контейнерные перегружатели.
Железнодорожные пути в порту при использовании береговых перегружателей могут быть расположены так же, как и при оборудовании портов портальными кранами, то есть параллельно причальной линии. Береговые перегружатели могут быть установлены на пирсе.

### Устройство
Сближённые друг относительно друга опоры перегружателя по сравнению с козловыми кранами жёстко связаны между собой системой раскосов и образуют портал, под которым размещается железнодорожный путь. Пролётное строение находится над порталом. В верхних частях каждой из опор имеются мачты, на которых закрепляются стержневые или канатные оттяжки, поддерживающие консоли. Длина канатных оттяжек береговых перегружателей может быть больше длины пролёта. Одну из консолей, находящуюся над судном называют надводной или морской. Другую, со стороны берега — тыловой или береговой.
Механизм подъёма стационарно размещается на металлоконструкции крана или может передвигаться вместе с тележкой по мостовой балке. Грузовая тележка — комбинированная, то есть при стационарном размещении механизма подъёма механизм передвижения размещён на тележке.

## Маркировка кранов
- Маркировка кранов